# Megyn Price
Megyn Price, född 24 mars 1971 i Seattle i Washington, är en amerikansk skådespelerska. 
Hon är bland annat känd för sina roller i komediserierna Freaky Finnertys och Rules of Engagement.